# Злынковское городское поселение
Злы́нковское городское поселение — муниципальное образование в центральной части Злынковского района Брянской области.
Административный центр — город Злынка.
Образовано в результате проведения муниципальной реформы в 2005 году, в границах дореформенного Злынковского горсовета с присоединением частей Большещербиничского и Карпиловского сельсоветов.

## Население
| 2009  | 2010  | 2011  | 2012  | 2013  | 2014  | 2015  | 2016  | 2017  |
| ----- | ----- | ----- | ----- | ----- | ----- | ----- | ----- | ----- |
| 5482  | ↗5584 | ↗5587 | ↘5584 | ↘5550 | ↗5565 | ↗5600 | ↗5616 | ↘5535 |
| 2018  | 2019  | 2020  | 2021  |       |       |       |       |       |
| ↘5440 | ↘5417 | ↗5423 | ↘5341 |       |       |       |       |       |

## Населённые пункты
| № | Населённый пункт | Тип     | Население |
| - | ---------------- | ------- | --------- |
| 1 | Злынка           | город   | ↘5270     |
| 2 | Павловка         | посёлок | →0        |
| 3 | Петровка         | деревня | ↘73       |